# Alta traïció
L'alta traïció o simplement traïció és un tipus de delicte caracteritzat per tractar-se de la major deslleialtat criminal cap a la pàtria, previst en els codis penal i militar i el dret constitucional: és una traïció de tal envergadura que posa en perill la seguretat o les institucions d'un país. Les penes per alta traïció són fortes, i sobretot en períodes als quals s'aplica la llei marcial, és a dir, durant guerres o dictadures, s'aplica sovint la pena de mort. En règims autocràtics, la inculpació d'alta traïció s'utilitza per a eliminar, temporalment o definitivament, dissidents i oponents polítics.
Alguns exemples comuns d'alta traïció són: participar en una guerra contra el mateix país, intentar enderrocar-ne el govern, espiar els seus cossos militars, els seus diplomàtics o els seus serveis secrets en benefici d'una potència hostil estrangera o, fins i tot, intentar assassinar el seu líder. L'alta traïció requereix que el presumpte traïdor tingui obligacions de lleialtat cap a l'estat el qual traeix, tal com tenir-ne la ciutadania.
Històricament, en països que segueixen el dret anglosaxó, l'alta traïció es diferencia de la traïció menor (petty treason) pel fet que consisteix en crims majors contra un superior (per exemple, un servent en assassinar el seu amo o mestressa).

## Alta traïció a l'Estat Espanyol
Durant la Guerra Civil Espanyola hi hagué abusos de la inculpació d'alta traïció a ambdós bàndols. Del costat republicà hi havia el Tribunal d'Espionatge i Alta Traïció. El 1936 el govern de la República va crear el Tribunal Central de Espionaje y Alta Traición a Madrid, que va ser actiu fins al 1938. Després, tribunals militars sumaris i el Tribunal Especial de Repressió de la Maçoneria i del Comunisme van reprendre la tasca durant la dictadura.
En l'actualitat, la traïció es tracta al codi penal espanyol sota el títol 23 «Els delictes de traïció i contra la pau o la independència de l'Estat i relatius a la Defensa Nacional» en els articles 581 a 588. Les penes varien de sis a vint anys de presó, i són inferiors per a les residents que no tenen la nacionalitat espanyola. El codi utilitza el terme traïció, sense l'adjectiu «alta».
A Espanya el 2012 hi va haver el cas del coronel Francisco Alamán Castro que va exigir «la immediata detenció del senyor Tardà, del senyor Bosch i del senyor Bertran per voler trencar Espanya i per alta traïció».

## Traïdors rehabilitats
Els que són considerats culpables d'alta traïció en un moment i lloc, sovint en una altra època o lloc, són reconeguts com a herois i sovint rehabilitats després d'un canvi de règim.
- Carme Casas Godessart, condemnada el 1945 per un judici militar franquista
- Lluís Companys i Jover (1982-1940), executat per ser president de la Generalitat, encara no rehabilitat per l'estat espanyol[6]
- Alfred Dreyfus (1859-1935) condemnat a vida el 1894 per espionatge, rehabilitat el 1906
- Nelson Mandela condemnat a presó perpètua el 1961, alliberat el 1990.[7]
- Claus Schenk von Stauffenberg (1907-1944), executat per organitzar l'atemptat contra Hitler
- Hans i Sophie Scholl (1918 i 1921-1943), acusats i executats a Múnic, quatre dies després de distribuir pamflets pacifistes

Casos més recents, encara no rehabilitats, però sobre els quals l'opinió sobre la criminalitat o no dels actes incriminats és controvertida són Chelsea Manning, condemnat a 35 anys per filtrar documents militars secrets o Edward Snowden acusat per desvelar el programa d'espionatge mundial de l'Agència de Seguretat Nacional (NSA) dels Estats Units.